# Bahá'u'lláh

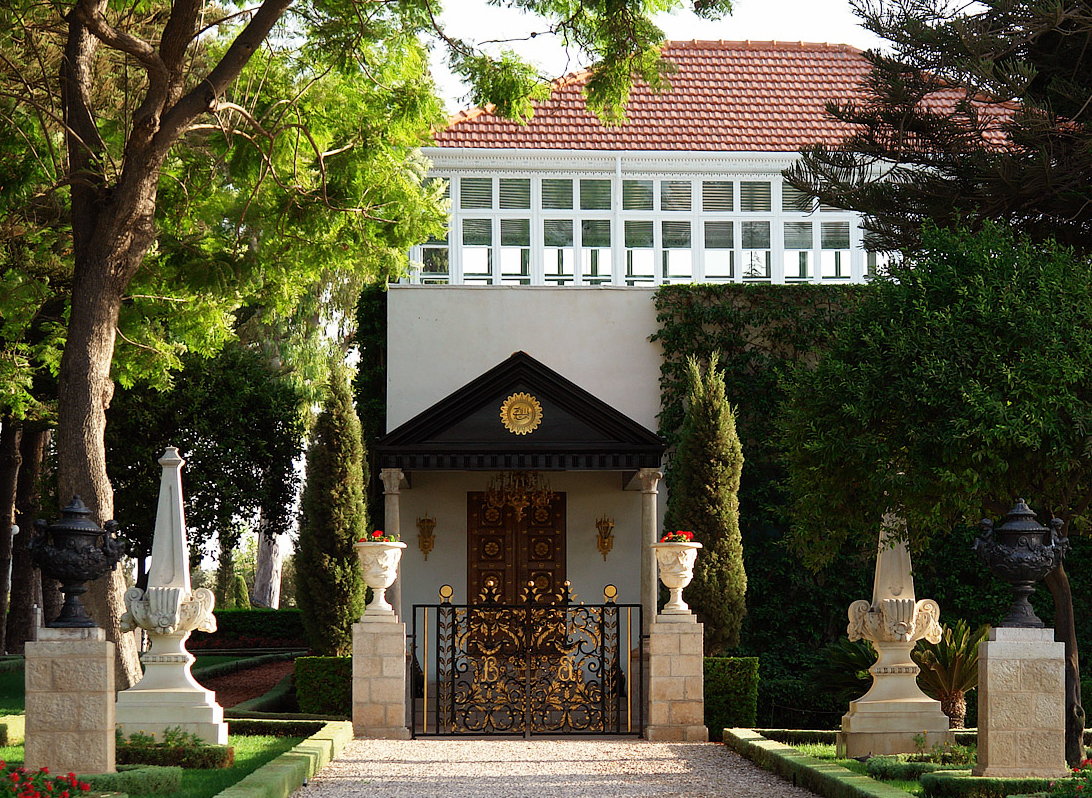
Shrinem Baha'u'llah

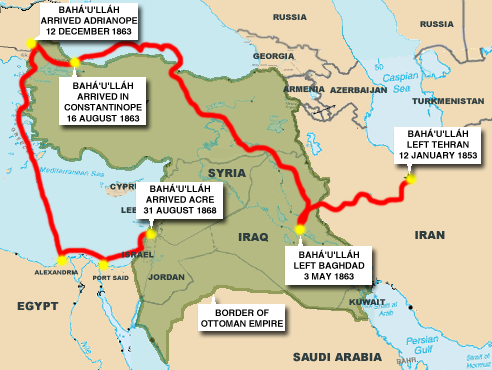
Exilarea lui Bahá'u'lláh

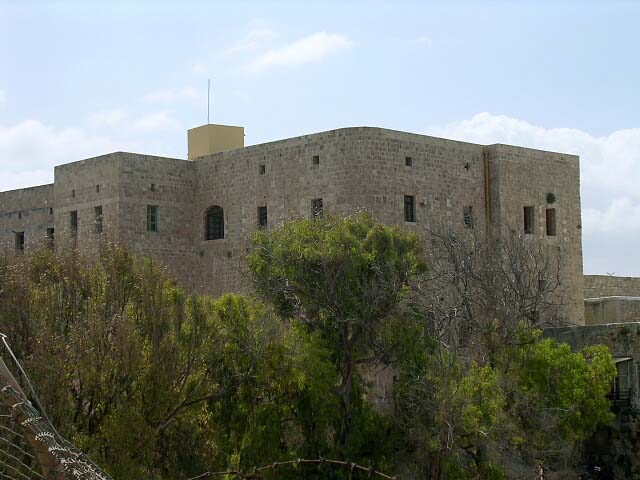
Închisoarea Bahá'u'lláh din Akka

Bahá'u'lláh (ba-haa-ol-laa în arabă: بهاء الله "Gloria lui Dumnezeu") (n. 12 noiembrie 1817, Mirza Bozorg Nuri House⁠(d), Provincia Tehran, Iran – d. 29 mai 1892, Acra, Imperiul Otoman), pe numele întreg Bahá'u'lláh Mírzá Husayn Alí ( میرزا حسینعلی), a fost fondatorul religiei Bahá'í.

## Biografie
Mírzá Husayn Alí s-a născut în Iran în anul 1817, în orașul Teheran, într-o familie nobilă. Tatăl lui a fost ministru la curtea șahului.
Potrivit obiceiurilor islamice, s-a însurat de tânăr. Soția provenea dintr-o familie bogată. Amândoi s-au ocupat mult cu ajutorarea săracilor și a nevoiașilor. Oamenii îi pomeneau ca "mama și tatăl nevoiașilor" După moartea tatălui său, lui Mírzá Husayn Alí i s-a oferit postul de ministru, dar l-a refuzat.
În vara anului 1844, după trei luni de la proclamarea lui Báb ca trimis al lui Dumnezeu, Mírzá Husayn Alí a citit o scrisoare scrisă de către Báb însuși, după care a devenit și el babist. Mírzá Husayn Alí avea 28 de ani la acea vreme. Deși nu s-au întâlnit niciodată, Mírzá Husayn Alí și Báb au comunicat mult prin scrisori.
Autoritățile din Iran nu au recunoscut religia babistă, iar pe toți credincioșii babiști i-au trimis la închisoare. Nici Mírzá Husayn Alí nu a scăpat. Închisoarea sa se numea Síyáh-Chál (Groapa negră). În timpul pe care l-a petrecut acolo, s-a rugat în continuu la Dumnezeu, cântând rugăciuni. În această perioadă a pretins că a avut parte de o serie de experiențe mistice și revelații de la Dumnezeu. Báb proclamase venirea "Celui prin care Dumnezeu se va Manifesta". Mírzá Husayn Alí a spus ca această profeție se referă la el și și-a luat titlul de Bahá'u'lláh ("Gloria lui Dumnezeu"), continuând opera lui Báb pentru a crea religia numită Bahá'í.
De-a lungul vieții sale, Bahá'u'lláh și discipolii săi au suferit multe persecuții din partea autorităților iraniene. A fost forțat să se mute succesiv din Iran, în Irak, iar apoi în Imperiul Otoman în diferite localități ca Istanbul, Edirne, ajungând la Acra, în Palestina. A scris mai multe cărți despre care adepții Bahá'í cred că ar fi revelații de la Dumnezeu. Cea mai importantă este Kitab-i-Aqdas. A murit, într-un final, în anul 1892.